# Христо Христов (генерал-майор)
Вижте пояснителната страница за други личности с името Христо Христов.
Христо Константинов Христов е български офицер, генерал-майор, участник в Балканската (1912 – 1913) и Междусъюзническата война (1913), началник-щаб на 1-ва и 2-ра бригада от 7-а пехотна рилска дивизия през Първата световна война (1915 – 1918).

## Биография
Христо Христов е роден на 23 август 1880 г. в Елена. През 1902 г. завършва с 23-ти випуск на Военното на Негово Княжеско Височество училище и е произведен в чин подпоручик. Служи в 7-и артилерийски полк. През 1905 г. е произведен в чин поручик. През 1907 г. като поручик от 7-и артилерийски полк е командирован за обучение в Николаевската академия на ГЩ в Санкт Петербург, Русия, която завършва през 1910 г. Междувременно през 1909 г. е произведен в чин капитан.
Служи във Военното училище. На 15 ноември 1914 е произведен в чин майор.
По време на Първата световна война (1915 – 1918) майор Христов е началник на щаба на 1-ва бригада от 7-а пехотна рилска дивизия, за която служба съгласно заповед № 679 от 1917 г. по Действащата армия е награден с Военен орден „За храброст“, IV степен, 1 клас, след което по е назначен за началник на щаба на 1-ва бригада от същата дивизия, за която служба съгласно заповед № 355 от 1921 г. по Министерството на войната е награден с Орден „Св. Александър“, IV степен, с мечове в средата, като междувременно на 30 май 1917 е произведен в чин подполковник.
На 5 август 1920 е произведен в чин полковник. Служи като началник на 3-та пехотна балканска дивизия и инспектор на пограничната стража. По време на атентата в църквата „Света Неделя“ бива ранен. На 5 юли 1928 е произведен в чин генерал-майор и същата година е уволнен от служба.

## Военни звания
- Подпоручик (1902)
- Поручик (1905)
- Капитан (1909)
- Майор (15 ноември 1914)
- Подполковник (30 май 1917)
- Полковник (5 август 1920)
- Генерал-майор (5 юли 1928)

## Образование
- Военно на Негово Княжеско Височество училище (до 1902)
- Николаевска академия на ГЩ в Санкт Петербург, Русия (1907 – 1910)

## Награди
- Военен орден „За храброст“, IV степен, 1 клас (1917)
- Орден „Св. Александър“, IV степен, с мечове в средата (1921)